# Andrea Cristoforetti
Andrea Cristoforetti (Johannesburg, 21 dicembre 1974) è un allenatore di calcio a 5 ed ex giocatore di calcio a 5 italiano con cittadinanza sudafricana.

## Carriera
Nato in Sudafrica da genitori abruzzesi, inizia a giocare a calcio nel Chieti. Convertitosi al calcio a 5, indossa le maglie di Pescara e CUS Chieti finché nel 1997 viene acquistato dal Prato, al debutto in Serie A. Cristoforetti sarà uno dei giocatori simbolo dei lanieri nelle sei stagioni seguenti, mettendo a segno la prima rete nella massima serie dei pratesi e venendo eletto vice capitano della squadra irresistibile che durante la gestione Velasco vincerà due scudetti, una Supercoppa e una Coppa Italia, facendo il debutto anche in Coppa UEFA. Per motivi lavorativi, nelle stagioni seguenti si disimpegna gradualmente dallo sport, giocando dapprima nelle categorie minori, spesso in compagnia dell'amico Massimo Quattrini, fino a concludere anticipatamente la carriera per fare ritorno in Sudafrica. Nel proprio paese natale Cristoforetti è nominato assistente tecnico del commissario tecnico Quinton Allies, con l'obiettivo di far crescere il movimento e favorire l'individuazione dei nuovi talenti.

## Palmarès
- Campionato italiano: 2

Prato: 2001-02, 2002-03
- Coppa Italia: 1

Prato: 2001-02
- Supercoppa italiana: 1

Prato: 2002